# Yvoire
Yvoire település Franciaországban, Haute-Savoie megyében. Lakosainak száma 1052 fő (2022. január 1.). Yvoire Excenevex, Messery és Nernier községekkel határos.

## Népesség
A település népessége az elmúlt években az alábbi módon változott:
| Lakosok száma | 901  | 953  | 1000 | 993  | 1015 | 1067 | 1084 | 1068 | 1052 |
|               | 2013 | 2015 | 2016 | 2017 | 2018 | 2019 | 2020 | 2021 | 2022 |